# Когезія

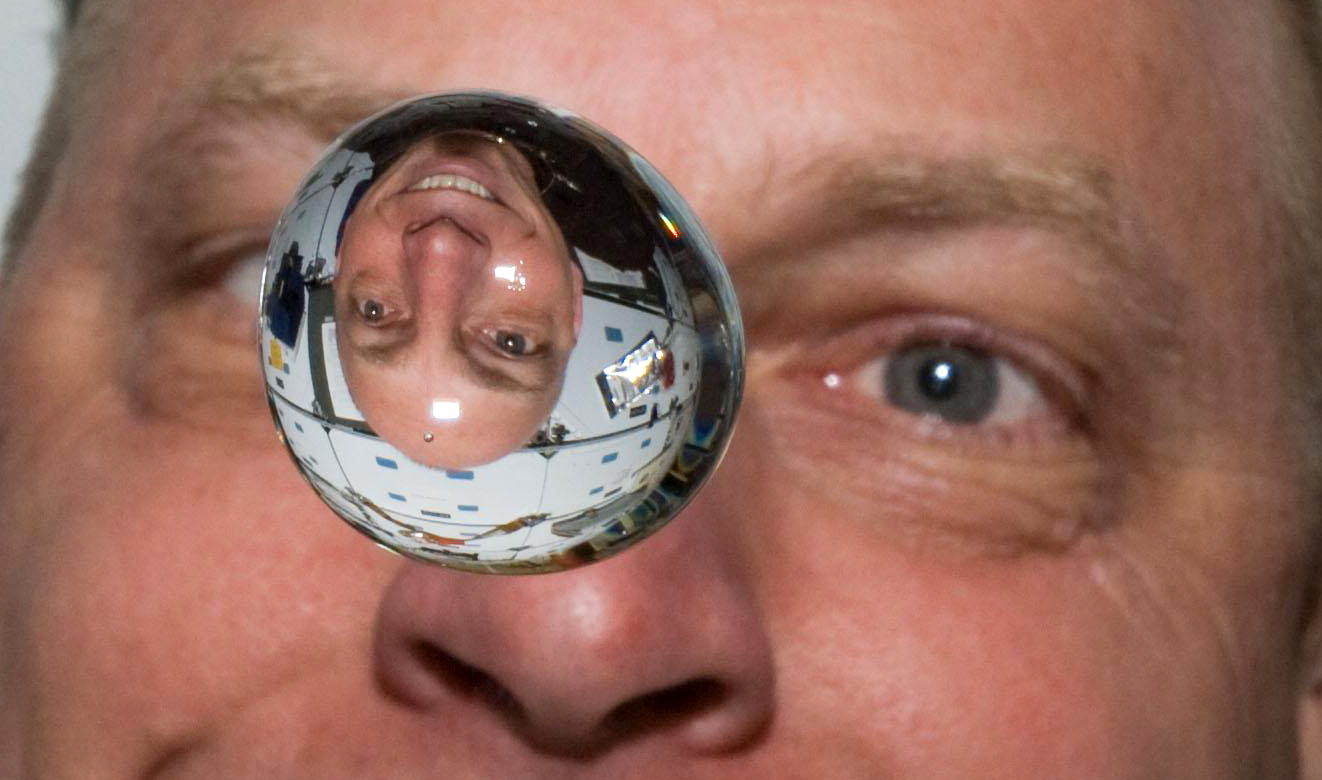
Когезійний характер водних крапель (кульок) в умовах космосу (невагомості)

Когезія (лат. cohaesus — зв'язаний, зчеплений, англ. cohesion, нім. Kohäsion f) — зчеплення одна до одної частинок (молекул, йонів, атомів), що становлять одну фазу, яке приводить до їх об'єднання у єдине ціле.

## Загальний опис
Когезія зумовлена силами міжмолекулярного (міжатомарного) притягання різної природи, кількісною характеристикою чого є енергія когезії, яка еквівалентна роботі віддалення на безкінечну відстань когезійно зв'язаних частинок. Подолання сил притягання при роз'єднанні гомогенного тіла на частини вимагає здійснення роботи, яка називається роботою когезії. У випадку легкорухомих рідин зворотна робота когезії дорівнює подвоєній величині питомої вільної поверхневої енергії, або поверхневого натягу.
Для твердих тіл часто використовують поняття когезійної міцності — гранично високої міцності, яку б мало дане тіло при ідеальній (бездефектній) структурі.
Міцність реальних тіл через дефекти структури може бути в сотні і тисячі разів нижчою за когезійну. Когезія визначає найважливіші фізичні і фізико-хімічні властивості мінералів: твердість, плавкість, розчинність і інш. Когезія має допоміжне значення для протікання процесів осадження пилу (пиловловлювання), флотації, брикетування, масляної аґломерації та ін.

## Фактори, що впливають на когезію
Когезія залежить, головним чином, від структурно-хімічних властивостей адгезиву та зовнішніх навантажень, що призводять до його статичної утоми. Істотний вплив на когезію мають температурно-часові фактори, товщина шару зв’язуючого, а також присутність парів, наповнювачів і води.
Підвищення температури різко знижує когезію зв’язуючого. Зростання темпе-ратури з 20 до 80 °С зменшує когезію нафтозв’язуючого приблизно в 8 разів. Па-діння міцності насамперед пов'язане з енергією теплової флуктуації, яка сприяє розриву хімічних зв'язків. Зі зниженням температури когезія росте, тому що під-силюються міжмолекулярні взаємодії всередині адгезиву.
Когезія максимальна в тонких плівках. Для зрушення двох шарів всередині адгезиву необхідно затратити підвищену енергію. У товстих плівках, що мають велику об'ємну фазу, міцністні властивості внутрішніх і поверхневих шарів практично рівні. Тому для внутрішнього зрушення потрібна менша енергія.
Когезію визначають сили внутрішньо молекулярного зчеплення, форма і довжина молекул, структура адгезиву, а також наявність ПАР. На когезії зв’язуючого згубно позначається проникнення в простір між ланцюговими молекулами води. Заповнюючи порожнечі, вода виконує розклинювальну дію. При цьому послабляються сили притягання між молекулами. Надмірна насиченість плівки адгезиву водою може привести до повного її розчинення.

## Когезія зв’язуючого і її роль у процесі брикетування
Міцність клейового з’єднання багато в чому залежить від міцності самого клею, тобто є функцією когезії. Когезія характеризує інтенсивність міжмолекулярних взаємодій в об'ємі адгезива і є кри-терієм оцінки міцності зв’язуючого.
Когезійна міцність зв’язуючого визначається роботою когезії Wк – витратами енергії на розрив стовпчика адгезиву перетином 1 см2 на дві частини. 
Когезія залежить, головним чином, від структурно-хімічних властивостей адгезиву та зовнішніх навантажень, що приводять до його статичної утоми. На когезію суттєво впливають температурно-часові фактори, товщина шару зв’язуючого, а також присутність ПАР, наповнювачів і води.
Підвищення температури різко знижує когезію зв’язуючого. Зростання температури з 20 до 80 °С зменшує когезію нафтозв’язуючого приблизно в 8 разів. Падіння міцності насамперед по-в'язане з енергією теплової флуктуації, яка спричиняє розрив хімічних зв'язків. Зі зниженням температури когезія зростає, тому що підсилюються міжмолекулярні взаємодії всередині адгезиву.
Когезія максимальна в тонких плівках. Для зрушення двох шарів усередині адгезиву необхідна підвищена енергія. У товстих плівках, що мають велику об'ємну фазу, міцнісні властивості внутрішніх і поверхневих шарів практично однакові. Тому для внутрішнього зрушення потрібна менша енергія, ніж у тонких плівках з упорядкованими молекулами. 
Когезію визначають сили молекулярного зчеплення, форма і довжина молекул, структура адгезиву, а також наявність ПАР. На когезію зв’язуючого негативно впливає проникнення в простір між молекула-ми зв’язуючого молекул води. Заповнюючи порожнини, вода діє розклинюючи. При цьому послаблюються сили притягання між молекулами. Надмірна насиченість плівки адгезиву водою може привести до повного її розчинення.